# 胡安·瓜伊多
胡安·赫拉多·瓜伊多·馬爾克斯（西班牙語：Juan Gerardo Guaidó Márquez，發音：[xwaŋ xeˈɾaɾðo ɣwajˈðo ˈmaɾkes] ⓘ；1983年7月28日—），通稱胡安·瓜伊多（西班牙語：Juan Guaidó），委內瑞拉的工程師和政治人物，自2019年1月5日起擔任委内瑞拉全国代表大会議長。他是委內瑞拉政黨人民意志的成員之一，在2016年1月5日至2021年1月5日間任委內瑞拉國會的瓦爾加斯州代表議員。2019年1月10日，當委內瑞拉總統地位危機正發酵之際，瓜伊多在尼古拉斯·马杜罗宣誓就任第二個總統任期後，在一個公共集會中以基於委内瑞拉反对派以及全国代表大会多数成员的支持下宣誓就任委內瑞拉臨時總統。他對於委內瑞拉總統之位的聲索受除墨西哥外的利马集团、美国、阿根廷和欧盟等的支持，而中华人民共和国、俄罗斯、土耳其、伊朗、古巴等国與委內瑞拉最高法院表示不承认。委內瑞拉流亡最高法院則歡迎其成為委內瑞拉臨時總統。
2020年1月5日，作为委内瑞拉反对派中反瓜伊多势力的代表，委内瑞拉无党籍议员路易斯·帕拉在2020年委内瑞拉全国代表大会议长选举中当选委内瑞拉全国代表大会议长一职，并得到了委内瑞拉马杜罗政府的承认。帕拉方面称，帕拉称获得国会140席到会议员中的81票（国会共167名议员）。瓜伊多则指，國會門口軍警阻止瓜伊多及亲瓜伊多势力議員進入，會內亦不夠法定人數，結果無效。其后，胡安·瓜伊多与委内瑞拉反对派亲瓜伊多势力议员在《国民报》社大楼内开会，会上瓜伊多宣布獲得在席111人中的100票支持（包括流亡国外或进入外国使馆庇护的前任议员），就任新一届议长，續得美国等国承认。2022年12月31日，委內瑞拉反對派解除他的臨時總統身份及其領導之下的過渡政府，並於2023年1月5日生效。

## 早年生活與教育

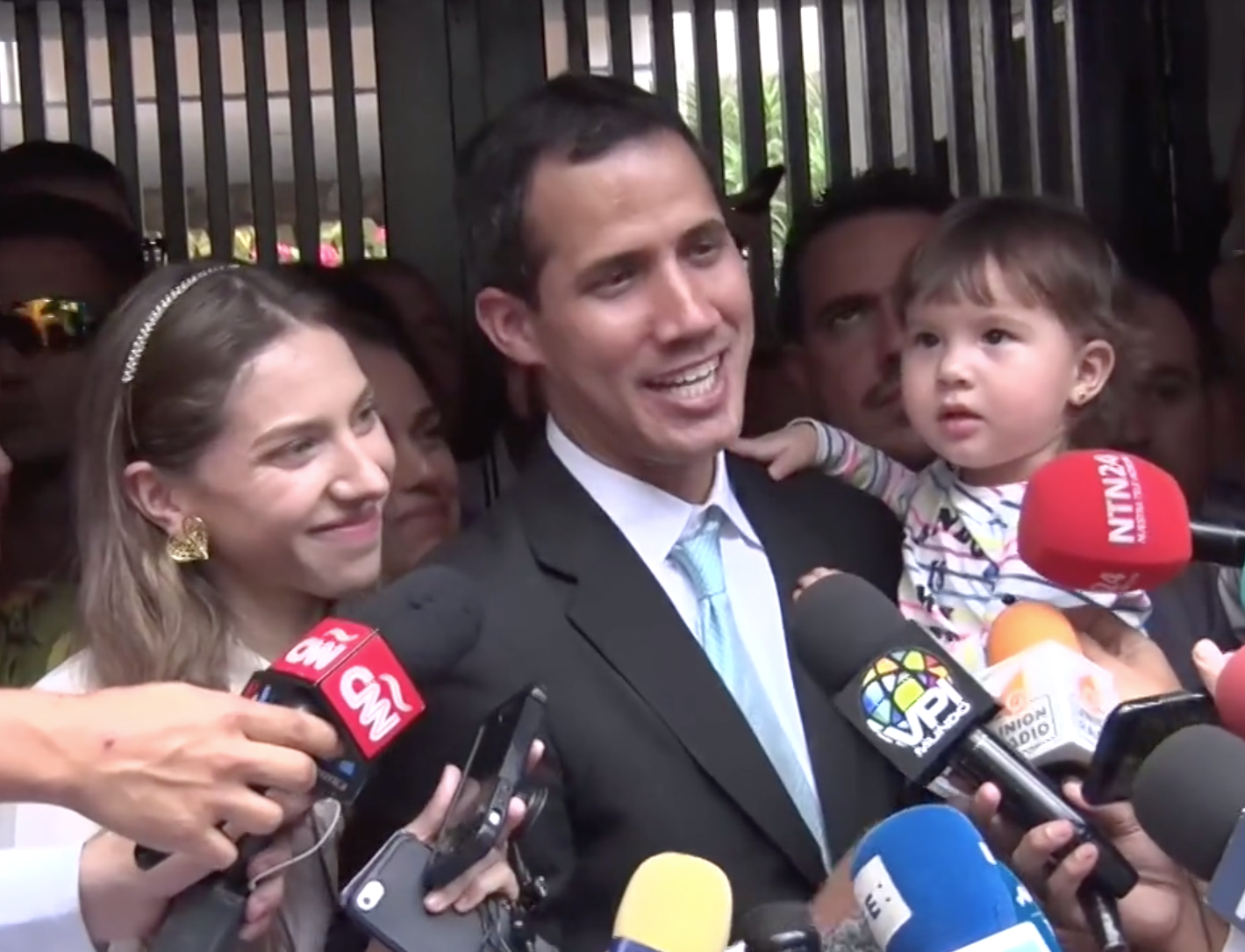
2019年1月，瓜伊多與妻子法比亞娜·羅薩萊斯及女兒米蘭達

瓜伊多是玻利瓦衛兵中士和委內瑞拉玻利瓦海軍戰列艦艦長之孫輩，而其家族與軍隊的關係頗為密切。他生於中產家庭，家中共有八兄弟姊妹，父母是民航機師和教師。
瓜伊多一家在1999年經歷了瓦爾加斯悲劇，並因而在一段時間內無家可歸，而當時新上任的烏戈·查維茲政府未能就事件作出迅速反應，使瓜伊多的政見產生變化。
瓜伊多在2000年取得中學文憑，在2007年於安德烈斯·貝約天主教大學畢業，並考取工業工程師牌照。他其後在喬治·華盛頓大學和行政管理進修學院（簡稱）報讀研究生課程。
瓜伊多的妻子是法比亚娜·罗萨莱斯，二人育有两女，名米蘭達（Miranda）及梅里达（Mérida）。他現時居於瓦爾加斯州馬庫托堂區，而其祖籍是同州的卡拉巴阿萊達堂區。

## 參與政治
瓜伊多是2007年由學生發起的政治運動（因加拉加斯廣播電視台不獲委內瑞拉政府續牌而爆發的示威）的學生領袖之一。他與其他學生領袖也曾抗議查韋斯政府的改革措施（包括最終失敗的2007年委內瑞拉修改憲法公投）。
2009年，瓜伊多與萊奧波爾多·洛佩斯等政治人物共同創立了政黨「人民意志」，並在2014年成為該黨的全國協調人。據有线电视新闻网和彭博報導，洛佩斯「輔導瓜伊多多年」。在洛佩斯的保護之下，瓜伊多僅在人民意志黨內為黨員（而非為委內瑞拉全國人民）所熟悉。2019年1月5日，即瓜伊多上任委內瑞拉國會議長當日，洛佩斯指定其繼承人民意志一黨的領導地位。

## 委內瑞拉全國代表大會
在2010年委內瑞拉國會選舉中，瓜伊多被選為國會議席候補，而在五年後的國會選舉中，他以97492票（得票率26.01%）成功當選全國代表大會議員。儘管瓦爾加斯州面對嚴重的貧困問題，由於當地人民的主要僱主是國營企業，因此直至2015年的選舉為止，查韋斯的政治勢力在瓦爾加斯州並未受到挑戰。
2017年，瓜伊多獲委任為審計委員會主席，翌年，他得到「反對派領袖」的名銜。他在2017年參與了亚利桑那大学副教授詹妮弗·西尔的研究。
瓜伊多擔任國會議員期間一直致力調查馬杜羅政府的腐敗案件，並且與獨立組織共同取回“从委內瑞拉偷走的财产”。他參與了2017年委內瑞拉示威，並因而遭警察以橡膠子彈射擊其頸部，留下疤痕。

### 國會議長
2018年12月，瓜伊多被選為委内瑞拉全国代表大会议长，並在2019年1月5日宣誓就職。政治犯家屬獲邀出席其就職典禮，並聚於胡安·雷克塞恩斯橫額後的樓廳，為瓜伊多鼓掌。上任後，他稱要反對馬杜羅在總統任期於2019年1月10日屆滿後繼續留任以篡奪行政權力的行为，並提出八項行動計劃，以抗衡馬杜羅。2019年1月15日，國會通過要求各國凍結馬杜羅政府銀行帳戶的法令。
若干拉丁美洲領導人呼籲馬杜羅在任期結束後把行政權力下放國會，並重新舉行選舉，使國家回復民主。2019年1月25日，瓜伊多稱若馬杜羅放棄權力，他將獲得特赦。
2020年1月5日，委內瑞拉全國代表大會选举出曾與瓜伊多同屬民主團結圓桌會議的前成員路易斯·帕拉为議長，委议会167名议员共有140名议员到会，其中81名投票支持帕拉。与此同时，瓜伊多及支持者被警卫禁止进入议会大楼。美国、欧盟及几个拉丁美洲国家谴责了委内瑞拉政府的行为。瓜伊多召集一批议员在《国民报》社大楼内开会，会议中獲得100名議員支持的瓜伊多被选为委內瑞拉全國代表大會議長。瓜伊多在会上宣誓就职。美国承认瓜伊多当选议长并发出贺信。

## 臨時總統

### 受國會委任為臨時總統

各國對委內瑞拉總統地位危機的立場：
委內瑞拉
承認馬杜羅政權
承認瓜伊多政權
支持委內瑞拉全國代表大會
中立國
無表態

馬杜羅於2019年1月10日第二度就任總統，並被瓜伊多等人形容為「非法」就職第二個任期。瓜伊多於1月10日宣示就任臨時總統並宣布挑戰馬杜羅的地位，並在翌日發起示威。另一方面，國會計劃逼使馬杜羅下台，令其總統地位出現危機。利马集团、美洲国家组织和巴西、智利、哥伦比亚、美国等國皆先後決定支持瓜伊多宣告臨時總統職權。委內瑞拉外交部長豪爾赫·阿雷亞薩對此回應，稱瓜伊多不為委內瑞拉人所知，並指：「當街上有人被問到：『誰是胡安·瓜伊多？』時，沒有人知道他是誰；但他卻被美國稱之為委內瑞拉的新總統。」
瓜伊多自上任國會議長以來，以至宣稱就任臨時總統後，都被傳媒注意到他翻用了美國前總統贝拉克·奥巴马曾經使用過的一個著名的西班牙文口號「Sí se puede」（意指「對，我們可以」，由美国民权活动家塞萨尔·查韦斯所創）。
2019年1月15日，瓜伊多為《华盛顿邮报》撰寫評論文章，描述並總結當時委內瑞拉的局勢，也藉專業解釋闡述了他如何嘗試解決眼前的困境。
2019年1月23日，瓜伊多正式就任临时总统，并将获得美国逾2000万美元援助。
2019年1月，幾個委內瑞拉國營傳媒發佈了一條短片，西瓜網则指控亲马杜罗媒体意圖敗壞瓜伊多的名聲，結果使Instagram主題標籤「#guaidochallenge」受到热议。
2019年3月28日，委内瑞拉国家审计署宣布禁止瓜伊多担任公职15年。

### 認受性
2019年1月23日，欧洲联盟發出聲明，指其全力支持民選的委內瑞拉全國代表大會，並稱委內瑞拉國會的權力需要被恢復和尊重。該聲明也指，委內瑞拉當局需要確保並尊重包括議長瓜伊多在內的所有國會議員的人權、自由和安全。然而，該報告迴避了對瓜伊多的臨時總統之位的承認。2019年1月26日，西班牙、法国、德国和英国向馬杜羅發出了最後通牒，要求馬杜羅在八日內重新舉行大選，否則四國將會認可瓜伊多作為委內瑞拉總統；歐盟外交及安全政策高級代表莫蓋里尼亦代表歐盟提出相同的要求。
截至2019年6月，瓜伊多的臨時總統地位獲54個國家承認。

### 解散临时政府
2022年12月29日，委内瑞拉反对派联盟“统一平台”的四个主要政党中的三个表态将投票取消瓜伊多自2019年1月以来建立的平行机构（临时政府）。12月31日，胡安·瓜伊多被其領導的反對派議會通過罷免，解除其未能完全獲得公認的委內瑞拉總統一職，並於2023年1月5日生效。罷免投票結果，以72票同意、29票反對、8票棄權通過罷免。反對派表示，“臨時政府已经没有用处了……公民們對其也沒有兴趣了。”2023年4月25日，瓜伊多抵達美國。

## 公众认知

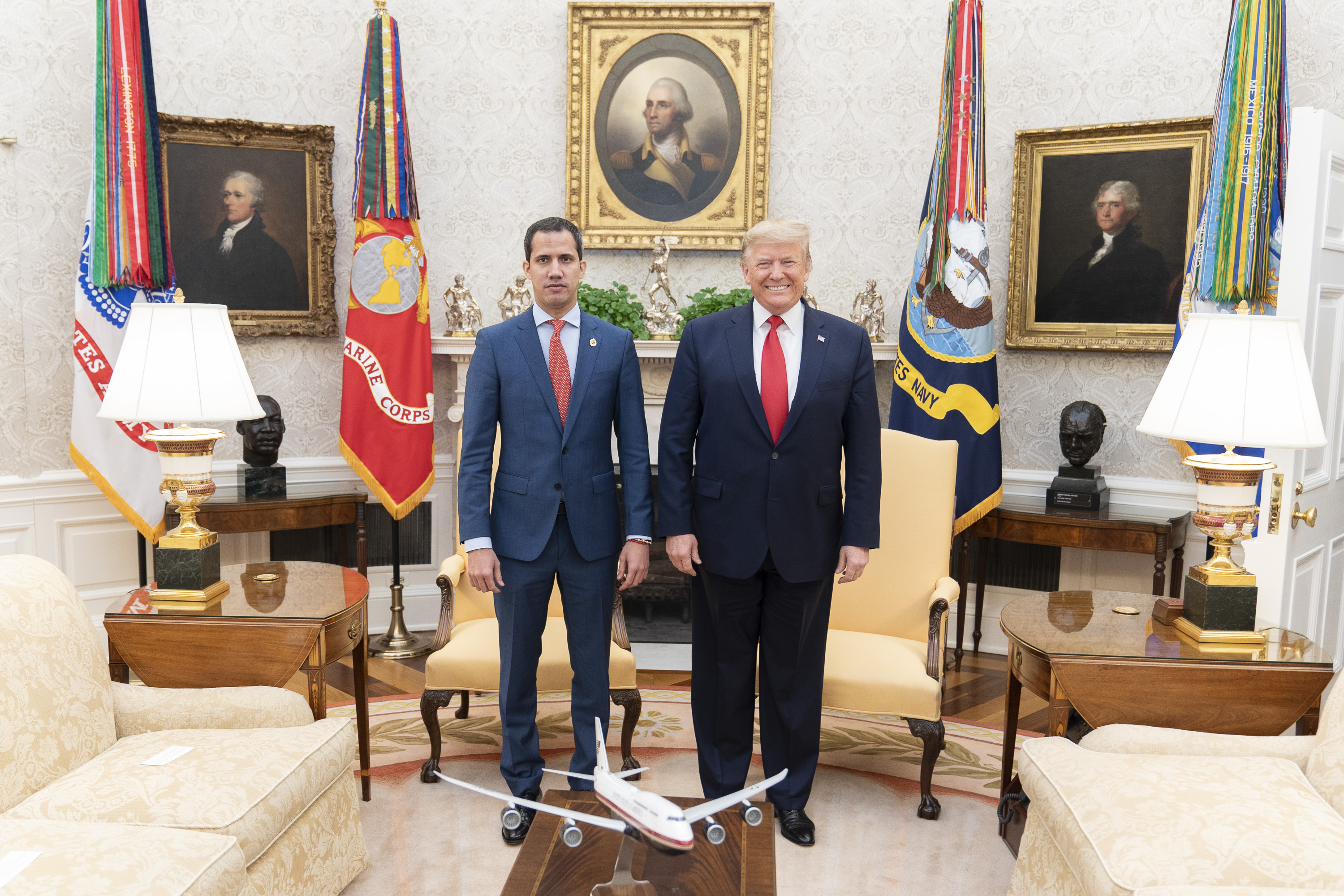
2020年2月，美國總統唐纳德·特朗普在白宮會見瓜伊多

时代杂志称瓜伊多具有超凡魅力，称他“统一了分裂的反对派”。根据彭博社的一篇文章，他以“在立法者中建立团结”而闻名。迈克尔·希弗特说，他“试图联系军方，试图统一反对派并试图联系查韦斯特人”。瓜伊多被其他政治家弗雷迪·格瓦拉描述为谦虚、真诚、斗士和“永恒的乐观主义者”，大卫斯莫兰斯基说他“非常勇敢挑战马杜罗”。而在 “国家报”上的一篇文章称瓜伊多是一位“二线政治家”，他在“无耻的权力攫取”中“简单地宣称自己是总统”。卫报报道称，瓜伊多与巴西极右翼领导人雅伊爾·博索納羅和美国的唐納·川普结盟。
委内瑞拉律师兼专栏作家古斯塔沃·托瓦尔·阿罗约（Gustavo Tovar-Arroyo）在学生抗议烏戈·查維茲的早期与瓜伊多一起活跃，他发表了对临时总统的印象，描述了他的“精神力量”，并称他是一个友好、和解及勇敢的“领袖”和“公务员”，他们“随时准备帮助和服务”。自从他有“牙箍和丘疹”以来，瓜伊多一直是社会活动家，托瓦尔·阿罗约嘲笑那些称他为年轻muchacho的人。托瓦尔·阿罗约将瓜伊多和格瓦拉描述为学生运动的“调解者”，称瓜伊多是查韦斯2007年委内瑞拉宪法公投失败的调解力量，2015年委内瑞拉议会选举导致马杜罗失败，他认为在委内瑞拉需要调解的时候被任命为临时总统。他说，瓜伊多“没有力求服务、做事、帮助，调和职位的同时保持稳定他的原则和勇气”，并描述他是一个受过良好教育的人，他的父母灌输了纪律、尊重、“道德和精神完整”。
Vox采访了一位委内瑞拉政治专家，他说瓜伊多“没有魅力”，并将他与美国前总统贝拉克·奥巴马进行了比较，称他们在公共场合的情况类似。 “卫报”指出，瓜伊多使用了与奥巴马“我们能做到的”相同的“号召”：“Sí，se puede！”。自2017年7月以来，他曾用这个口号进行竞选活动。国家评论说，他“具有年轻肯尼迪的魅力”。他被称为“拉丁奥巴马”。

### 媒体
在2019年1月，美联社表示，马杜罗政府和委内瑞拉国营媒体试图通过视频录像“将他描绘为骗子和欺诈手段”来诋毁瓜伊多。委内瑞拉通讯部长豪尔赫罗德里格斯声称有证据证明瓜伊多与委内瑞拉联合社会党成员Diosdado Cabello和Freddy Bernal，之间的会面据称瓜伊多称他受到美国的压力。 根据瓜伊多的说法，会议从未发生过。Rodríguez的证据来自整理的短影片片段。一个片段显示Cabello穿过酒店大堂，然后切开以显示穿着连帽运动衫（据称是瓜伊多）的男子进入并穿过与Cabello相同方向的大厅。蒙面男子严重模糊，并且不可能识别这个人。
在委内瑞拉国营媒体发布视频的几分钟内，GuaidoChallenge标签在世界范围内呈现病毒式传播。这个标签取笑了Rodríguez发布的视频作为本次会议的假设证明。1月27日，瓜伊多举行公众集会，再次向马杜罗政府提出质疑，要求提供所谓会议的证据。根据加拉加斯编年史的翻译，他说，“显示你想要的任何东西，辫子、连帽衫，没有连帽衫、音频。你们在这里没有人混淆，人们看得很清楚。”

## 拘捕與獲釋
2019年1月13日，瓜伊多在偕同妻女前往拉瓜伊拉出席公眾集會的途中被委內瑞拉國家情報機構玻利瓦國家情報局短暫拘留，並於45分鐘後獲釋。委內瑞拉政府事後稱收押行為是情報局特工「單方面的不正常行動」，並已將相關特工停職調查。12名情報局人員因牽涉此事而被捕，並收押候審。他們被控「非法禁錮」和「瀆職」兩項罪名。
利馬集團和美洲国家组织秘书长路易斯·阿爾馬格羅對此事予以譴責，而联合国也對於此事表示關注。在被捕與獲釋當日，瓜伊多在公開集會中宣稱自己為代總統。

## 選舉結果

### 2010年國會選舉
- 2010年委內瑞拉議會選舉（英语：2010 Venezuelan parliamentary election），瓦爾加斯州（第一選區）後備議員[75]

| 候選人          | 政黨             | 選票    | %      | 結果         |
| --------------- | ---------------- | ------- | ------ | ------------ |
| 奥斯瓦尔多·维拉 | 統一社會主義黨   | 84 241  | 54.82% | 代表議員     |
| 西蒙·埃斯卡洛纳 | 統一社會主義黨   | 84 241  | 54.82% | 後備代表議員 |
| 贝尔纳多·格拉   | 民主團結圓桌會議 | 66 553  | 43.31% | 代表議員     |
| 胡安·瓜伊多     | 民主團結圓桌會議 | 66 553  | 43.31% | 後備代表議員 |
| 其他            | 其他             | 2865    | 1.81%  |              |
| 無效票          | 無效票           | 4352    | 2.75%  |              |
| 有效票總數      | 有效票總數       | 153 659 | 63.86% |              |

### 2012年民主團結圓桌會議初選
- 2012年總統選舉民主團結圓桌會議初選（英语：2012 Democratic Unity Roundtable presidential primary），提名為瓦爾加斯州州長[76]

| 候選人                   | 政黨       | 選票   | %     | 結果   |
| ------------------------ | ---------- | ------ | ----- | ------ |
| 若泽·曼努埃尔·奥利瓦雷斯 | 正义第一   | 84 241 | 61.1% | 獲提名 |
| 胡安·瓜伊多              | 人民意志   | 66 553 | 18.1% | 落選   |
| 所罗门·巴禪              | 正義第一   | 2280   | 7.9%  | 落選   |
| 阿基米德·里韦罗          | 瓦爾加斯人 | 1819   | 6.3%  | 落選   |
| 拉蒙·迪亚斯              | 獨立       | 1625   | 5.7%  | 落選   |
| 路易斯·皮诺              | 人民革命   | 264    | 0.9%  | 落選   |
| 有效票總數               | 有效票總數 | 28 719 |       |        |

### 2015年國會選舉
- 2015年委內瑞拉議會選舉，瓦爾加斯州（第一選區）代表議員[77]

| 候選人              | 政黨             | 選票    | %      | 結果     |
| ------------------- | ---------------- | ------- | ------ | -------- |
| 米拉格罗斯·埃乌拉特 | 民主團結圓桌會議 | 98 530  | 26.29% | 代表議員 |
| 胡安·瓜伊多         | 民主團結圓桌會議 | 97 492  | 26.01% | 代表議員 |
| 玛丽亚·卡内罗       | 統一社會主義黨   | 84 872  | 22.64% | 落選     |
| 何塞·平托           | 統一社會主義黨   | 83 462  | 22.27% | 落選     |
| 耶稣·桑切斯         | 更新民主黨       | 2098    | 0.55%  | 落選     |
| 埃斯特拉·罗梅罗     | 更新民主黨       | 1886    | 0.55%  | 落選     |
| 無效票              | 無效票           | 35 569  | 8.66%  |          |
| 有效票總數          | 有效票總數       | 374 773 | 74.64% |          |